# Edward Lessimore
Edward John Lessimore (* 20. Januar 1881 in Bristol; † 7. März 1960 ebenda) war ein britischer Sportschütze und Offizier.

## Erfolge
Edward Lessimore nahm an den Olympischen Spielen 1912 in Stockholm in drei Disziplinen mit dem Kleinkalibergewehr teil. Auf das verschwindende Ziel belegte er den zwölften Rang, während er im liegenden Anschlag als Vierter knapp einen Medaillengewinn verpasste. Im Mannschaftswettbewerb in der Liegend-Position setzten sich die Briten mit 762 Punkten gegen die übrigen fünf Mannschaften durch und wurden vor den Schweden und den US-Amerikanern Olympiasieger. Lessimore war mit 193 Punkten der zweitbeste Schütze der Mannschaft, zu der außerdem William Pimm, Robert Murray und Joseph Pepé gehörten.
Lessimore war als Unternehmer in der Möbelbranche tätig. Zudem diente er über 20 Jahre im 4th Gloucestershire Regiment der British Army, wo er bis zum Captain aufstieg.